# Communauté rurale de Boulal
La communauté rurale de Boulal est une communauté rurale du Sénégal située au nord-ouest du pays. 
Elle fait partie de l'arrondissement de Sagatta Dioloff, du département de Linguère et de la région de Louga.